# Böglobbyn
Böglobbyn var ett svenskt samhällsprogram från 2006 med 
Sverker Åström och Olle Palmlöf som programledare, som sändes i åtta avsnitt med premiär 6 november. Programmet blev SVT:s första samhällsprogram som sändes i HD. Den nittioårige före detta diplomaten Åström blev Sveriges äldste programledare.
När två av seriens program sänts lämnade Åström programledarrollen. Som motivering angav han att han tyckte att programmet var "vulgärt och smaklöst" samt "ökar fördomarna mot de homosexuella". Åström ersattes av radioprataren Farao Groth. Programtiteln Böglobbyn kan ses som en kommentar till idén om en gaylobby.